# Équipe du Soudan des moins de 17 ans de football
Maillots
L'équipe du Soudan des moins de 17 ans est une sélection de joueurs de moins de 17 ans au début des deux années de compétition placée sous la responsabilité de la Fédération du Soudan de football. L'équipe n'a jamais atteint la finale de la Coupe d'Afrique des nations des moins de 17 ans, ou de la Coupe du monde de football des moins de 17 ans.

## Parcours en Coupe d'Afrique des nations des moins de 17 ans
- 1995 : 1er tour
- 1997 : Non qualifié
- 1999 : Forfait
- 2001 : Non qualifié
- 2003 : Forfait
- 2005 : Non qualifié
- 2007 : Non qualifié
- 2009 : Non qualifié
- 2011 : Non qualifié
- 2013 : Forfait
- 2015 : Non qualifié
- 2017 : Non qualifié
- 2019 : Non qualifié
- 2023 : Forfait

## Parcours en Coupe du monde des moins de 17 ans
| - 1985 : Non qualifié - 1987 : Non qualifié - 1989 : Non qualifié - 1991 : 1er tour - 1993 : Non qualifié - 1995 : Non qualifié - 1997 : Non qualifié - 1999 : Non qualifié - 2001 : Non qualifié - 2003 : Non qualifié |  | - 2005 : Non qualifié - 2007 : Non qualifié - 2009 : Non qualifié - 2011 : Non qualifié - 2013 : Non qualifié - 2015 : Non qualifié - 2017 : Non qualifié - 2019 : Non qualifié - 2023 : Non qualifié |